# Chrysogorgia indica
Chrysogorgia indica is een zachte koraalsoort uit de familie Chrysogorgiidae. De koraalsoort komt uit het geslacht Chrysogorgia. Chrysogorgia indica werd in 1906 voor het eerst wetenschappelijk beschreven door Thomson & Henderson.